# Haua
Haua (graphie espagnole) ou Hawa (graphie anglaise) est une divinité polynésienne dans la mythologie Rapa Nui.

## Description

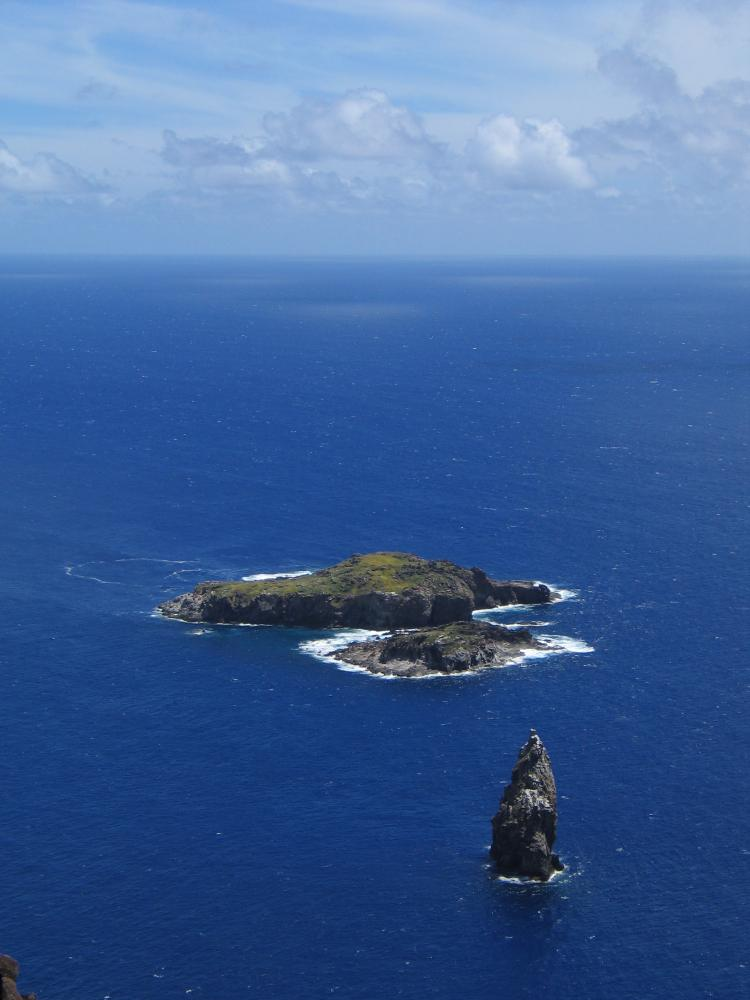
L'îlot Motu Nui (« grand îlot ») à l'extrême sud de l'Île de Pâques.

Dans la mythologie Rapanui, on la considère avec Maké-Maké comme une des divinités qui firent venir les oiseaux sur l’îlot situé à l’extrême sud de l'Île de Pâques : Motu Nui, « Grand îlot » en langue rapanui : récit mythologique dont découlerait le rituel du Tangata manu, la cérémonie de l’homme-oiseau. 
Le nom Haua ou Hawa de même étymologie que Hawaiki, la terre d’origine mythique des Polynésiens, a été rapproché de Havai iti : « petite eau » en langue māori, par opposition à Havai nui, la « grande eau » du chaos originel, sur laquelle il n’y avait encore aucune terre. Les expressions citées dans les années 1930 par l’ethnologue Alfred Métraux : Te kaing'a hava’i iti et Te iti fenua enat’a havai comprises comme « le petit bout de terre de l’eau » et « la petite terre des hommes de l’eau », proviennent des mythes polynésiens concernant les origines des humains. Le nom Haua ou Hawa est également similaire à l’île de Hawaï ou celle de Savai'i aux Samoa.
Quoi qu’il en soit, Haua est un dieu originaire de l’île Manu motu motiro Hiva (« île aux oiseaux à l’envers de Hiva »), d’où seraient originaires tous les oiseaux de Rapa Nui. Le dieu Maké-Maké navigua pendant des jours à travers l’océan, transformé en coque de noix de coco ou en crâne flottant, de Rapa Nui jusqu’à Manu motu motiro Hiva où le dieu Haua lui remit des oiseaux, que Maké-Maké emmena à Rapa Nui et à Motu Nui. Les deux dieux veillent sur les oiseaux marins : ils les protègent des prédateurs qui pourraient manger leurs œufs et leur progéniture, mais une fois l’an ils permettent aux Rapanui de tenir à Orongo la cérémonie du Tangata manu (« homme-oiseau » : arbitre des conflits des Rapanui pour un an) durant laquelle les hopu (représentants de chaque iwi) nageaient en souvenir de Maké-Maké, à l’aide d’une gerbe de totora, jusqu’à Motu Nui où ils se postaient chacun devant un nid, attendant que Maké-Maké désigne le Tangata manu de l’année au moyen du premier couple de sternes à pondre.
Cet unique œuf recueilli, tout le monde rentrait paisiblement, sans la féroce compétition inventée par le film Rapa Nui. Le dernier rituel du Tangata manu s’est tenu le 22 décembre 1866 en présence du missionnaire Picpucien français Eugène Eyraud qui a fortement contribué à éradiquer les croyances indigènes au profit du christianisme, et c’est 68 ans plus tard que l’expédition franco-belge de Charles Watelin, enquêtant sur l’île en 1934 parmi les indigènes les plus âgés et comparant leurs souvenirs aux récits des missionnaires, retrouva des bribes du mythe de Haua et de Maké-Maké.